# Lean NOx Trap
Als Lean NOx Trap, kurz LNT, Stickoxidfalle oder NOx-Speicherkatalysator, kurz NSK, oder NSC  wird eine Vorrichtung bezeichnet, die die bei Verbrennung mit Sauerstoffüberschuss entstehenden Stickstoffoxide (NOx) adsorbiert. Der englische Namensbestandteil lean (wortwörtlich „mager“) deutet auf überstöchiometrische Verbrennung, also magere Verbrennung mit Sauerstoffüberschuss hin, während trap (wortwörtlich „Einfangen“) das Adsorbieren der Stickstoffoxide beschreibt.
Eine magere Verbrennung findet nur beim Dieselmotor statt. Bei Benzinmotoren gab es nur ein kurze Phase vor 2010, bei denen Motoren mit Schichtladung und damit Magerbetrieb eingesetzt wurden.
Bei Pkw werden LNT für die Abgasreinigung eingesetzt, um die als unerwünschte Verbrennungsprodukte entstehenden Stickstoffoxide aus dem Abgas zu entfernen. Adsorption bedeutet keine Umwandlung der Stickstoffoxide, stattdessen werden sie im LNT „gespeichert“. Da die Speicherkapazität des LNT auf ca. 1 g begrenzt ist, muss er im Abstand einiger Kilometer regeneriert werden. Dazu wird der Motor mit Kraftstoffüberschuss betrieben. Mit dem dabei entstehenden Kohlenmonoxid werden die gespeicherten Stickoxide reduziert.
Bereits 1996 bot Toyota für den japanischen Markt ein Benzin-Fahrzeug an, das mit einem NOx-Speicherkatalysator ausgestattet wurde. Auf dem europäischen Markt führte im Jahr 2000 der PSA-Konzern den NOx-Speicherkatalysator ein; Volkswagen zog im selben Jahr nach und war der erste Hersteller, der einen NOx-Sensor verwendete, um die Konvertierung der Stickstoffoxide zu überwachen.
2017 wurde für die Mehrzahl der Diesel-Pkw ein LNT zur Reduzierung der NOx-Emissionen eingesetzt.
Nach der Einführung der Abgasnorm 6d im Jahr 2017 wurde bei vielen Diesel-Pkw der LNT durch ein SCR-System mit Adblue ersetzt oder ergänzt. Die Kombination aus LNT und SCR ist schwerer zu regeln, aber ergänzt sich gut.

## Funktionsweise
Technisch ausgeführt werden LNT meist als Bestandteil eines Dreiwegekatalysators (Ottomotor) bzw. in Kombination mit einem Partikelfilter (Dieselmotor). Zusätzlich zu den für Oxidation und Reduktion üblichen Katalysatormaterialien Platin und Rhodium haben entsprechende Katalysatoren eine zusätzliche Schicht für die Speicherung der Stickoxide (den eigentlichen LNT). Diese Speicherschicht besteht aus schweren (Erd)-Alkalimetallen und Lanthanoiden (beziehungsweise deren basischen Metalloxiden). Beispielsweise eignen sich Kaliumoxid oder Bariumoxid. In der Speicherschicht werden die Stickoxide als Nitrate eingespeichert. Damit dies möglich ist, muss Stickstoffmonoxid zunächst zu Stickstoffdioxid oxidiert werden. Die teilweise Oxidation von NO zu NO2 geschieht in einem vorgelagerten Oxidationskatalysator.
Beim Betrieb mit Sauerstoffüberschuss ({\displaystyle \lambda >1}) ist der LNT nach etwa 1–2 Minuten vollständig gefüllt, sodass er für ca. 1–2 Sekunden im Betrieb mit Sauerstoffmangel ({\displaystyle \lambda <1}) regeneriert werden muss. Dieser intermittierende Betriebsmodus macht den LNT für Nutzfahrzeuge wenig geeignet. Beim Betrieb mit Sauerstoffmangel („fettes Gemisch“) entstehen im Abgas Kohlenwasserstoffe und Kohlenstoffmonoxid sowie Wasserstoff, die zur Reduktion eingesetzt werden. Dies ist ein Vorteil des LNT, da kein weiterer Betriebsstoff nötig ist, allerdings erhöht der künstliche Sauerstoffmangel den Kraftstoffverbrauch. Bei der Regenerierung mittels Verbrennung unter Luftmangel bildet sich Ruß, der den Partikelfilter stark belädt / belastet.
Beim Dieselmotor sind die Speicherzeiten deutlich länger. Mit einer Speicherfähigkeit von 1 g können bis zu 10 min Fahrt abgedeckt werden.
Damit der LNT optimal arbeiten kann, muss die Temperatur des Abgases etwa 573–673 K (300–400 °C) betragen: Ist die Temperatur zu gering, entsteht aus Stickstoffmonoxid nicht genügend Stickstoffdioxid (nur Stickstoffdioxid kann ausreichend gespeichert werden), ist die Temperatur zu hoch, wird die Konvertierungsrate reduziert, da Nitrate bei zu großen Temperaturen nicht mehr stabil sind. Beim Dieselmotor ist der gesamte Temperaturbereich des LNTs etwa 473–773 K (200–500 °C), an einer Absenkung wird gearbeitet.

## Chemische Gleichungen eines LNT mit Speicherschicht aus Bariumcarbonat
Im nachfolgenden sind die Reaktionsgleichungen eines LNT mit Speicherschicht aus Bariumcarbonat dargestellt.
Oxidierung von Stickstoffmonoxid zu Stickstoffdioxid:
Adsorption des Stickstoffdioxids (Nitratbildung) unter Freisetzung von Kohlenstoffdioxid:
Freisetzung von Stickstoffmonoxid und Stickstoffdioxid durch Nitratzerfall:
Reduktion des Stickstoffmonoxids mittels Kohlenwasserstoffen, Wasserstoff und Kohlenstoffmonoxid:

## Verschwefelung
Aus dem Kraftstoff und dem Motoröl verbrannter Schwefel macht den LNT nach und nach weniger wirksam: Schwefel wird bei geringen Temperaturen, wie sie bei überstöchiometrischem Betrieb auftreten, nicht zersetzt, sodass sich stabiles Bariumsulfat bildet. Daher ist ein Einsatz nur mit schwefelarmen Kraftstoff sinnvoll. In der EU ist schwefelfreier Kraftstoff und dafür als Obergrenze 10 mg/kg vorgeschrieben. Sulfate haben eine höhere thermische Stabilität als Nitrate, weshalb zur Entschwefelung ein gesonderter Sulfatregenerierungsvorgang notwendig ist. Dazu wird der Motor bei relativ hoher Last mit einem fetten Gemisch betrieben, sodass sich heißes, sauerstoffarmes Abgas bildet. Der Entschwefelungsvorgang kann dann bei Abgastemperaturen über etwa 923–1023 K (650–750 °C) (nach anderen Quellen: 873 K (600 °C)) stattfinden und dauert etwa 5 min. Diese wiederkehrenden, hohen Temperaturen bewirken leider über die Lebenszeit des Kats eine Alterung, welche die Speicherkapazität verringert.
Beim Dieselmotor werden solche Temperaturen nur mit starken Heizmaßnahmen erreicht. Meist wird die periodisch notwendige Entschwefelung mit der Regeneration des Partikelfilters kombiniert, für die das Abgassystem ebenfalls aufgeheizt werden muss. Wird das Fahrzeug in einer solchen Phase abgestellt, muss mit dem Fahrzeuglüfter nach dem Abstellen der Motorraum gekühlt werden.